# 플로랑 마노두
플로랑 마노두(프랑스어: Florent Manaudou, 1990년 12월 12일~)는 프랑스의 수영 선수이다. 올림픽에 4회 참가하여 2012년 하계 올림픽 자유형 50m 금메달을 포함하여 메달 6개를 획득했다. 또한 세계 선수권 대회에서 금메달 4개를 획득했다.
마노두는 현재 50m 자유형 쇼트 코스 세계 기록 보유자이다. 

## 개인사
형인 로르 마노두 또한 프랑스 국가대표 수영 선수로 활동했다.

## 같이 보기
- 수영 세계 기록 목록
- 수영 배영 50m 세계 기록 추이
- 수영 자유형 50m 세계 기록 추이